# Kostel svaté Alžběty (Opava)
Kostel svaté Alžběty je původně římskokatolický kostel nacházející se na Rybím trhu ve slezské Opavě, který byl roku 1970 předán k užívání pravoslavné církvi.

## Historie a popis
Původně na místě kostela svaté Alžběty stál gotický svatostánek ze 13. století, který byl v roce 1634 nahrazen barokní novostavbou, jež byla napojena na jižní stranu městského domu čp. 13, kde se nacházela komenda Řádu německých rytířů. Roku 1689 však s přilehlou komendou vyhořel. K dalším úpravám objektu v klasicistním stylu došlo mezi léty 1842-1843.
Kostel je tvořen podélnou lodí, jejíž fasáda je zdobena lizénovými rámci, zakončenou půlkruhovým kněžištěm, k níž byla dostavěna nízká válcová věž s otevřenou lucernou, která věž zdobí od roku 1890. V interiéru se z původního vybavení dochovala mensa s tabernáklem a výjevem Kladení Krista do hrobu a obraz svaté Alžběty Durynské v luisézním stylu od Felixe Iva Leichera (Svatá Alžběta rozdílí almužny). V roce 1913 byla zeď válcová věže v přízemní části osazena dvojící gotických oken z tufitu.
Od 3. května 1958 je kostel památkově chráněn.